# 沖縄県道110号線
沖縄県道110号線（おきなわけんどう110ごうせん）は沖縄県名護市字真喜屋と屋我地島とを結ぶ一般県道。

## 概要

### 区間
- 起点：名護市字真喜屋（国道58号）
- 終点：名護市字屋我
- 総延長：14.33km（実延長も同じ）

### 通過自治体
- 名護市（沖縄本島-奥武島-屋我地島）

### 交差する道路
- 国道58号（起点・起点部は旧道で、そのあとバイパスが交差する）
- 沖縄県道125号線（名護市済井出、饒平名）
- 沖縄県道247号古宇利屋我地線（名護市運天原）
- 沖縄県道248号屋我地仲宗根線（同）

### 重複道路
- 沖縄県道125号線（名護市済井出）

### 橋・主要施設
- 屋我地大橋（現在の橋は3代目で1993年（平成5年）に完成）
- NHK名護ラジオ中継局（名護市運天原・ラジオ第1のみ）
- 名護市役所屋我地支所（名護市饒平名）

### 路線バス
72番・屋我地線（琉球バス交通・沖縄バスの共同運行）が名護バスターミナルから真喜屋 - 済井出 - 県道125号 - 饒平名 - 運天原のルートで、やんばる急行バス四島線が沖縄県道247号交点 - 沖縄県道248号交点間をそれぞれ通過する。なお後者の路線は古宇利島へ乗り入れている。

## 歴史・特徴

### 路線全般
- 1953年（昭和28年）に琉球政府道羽地屋我地線として指定。1965年（昭和40年）に琉球政府道110号線となり、1972年（昭和47年）の本土復帰と同時に県道110号線となる。
- この道路は名護市真喜屋を起点として、奥武島を経由して屋我地島を一周する道路で、1975年（昭和50年）の海洋博覧会前後に一度整備され（屋我地大橋は復帰前から開通していた）、現在の屋我地大橋が完成した1990年代から本格的な整備を始めた。

### 架橋
- 屋我地大橋開通前は今帰仁村の運天港から船で屋我地島に渡っていた。1953年（昭和28年）に初代屋我地大橋が完成したが、1960年（昭和35年）のチリ地震による大津波で破壊された。その後すぐ2代目の屋我地大橋を建設し、1963年（昭和38年）に完成した。しかし本土復帰後、年々進む道路整備で幅員5.5mと小さく歩道もなく危険だったため、1990年（平成2年）頃から3代目の建設に着手。そして1993年（平成5年）3月に3代目の現在の屋我地大橋が完成した。
- 沖縄本島と屋我地島の間の奥武島にも架橋されており、現在の橋は1982年（昭和57年）に完成している。
- また屋我地島から1km以上離れた古宇利島にも2005年（平成17年）に古宇利大橋が開通し（橋は県道古宇利屋我地線）、さらに沖縄本島の今帰仁村側にも2010年（平成22年）にワルミ大橋が開通した（橋は県道屋我地仲宗根線）。このためこれらの橋の建設にあわせて道路改良がさらに進められている。